# ولسوالی پسابند
پسابند یکی از ولسوالی‌های ولایت غور افغانستان به مرکزیت سبزوار است. جمعیت آن در سال ۲۰۲۰ (میلادی) ۱۰۷٬۲۱۷ نفر اعلام شده است.
نام پسابند به معنی منطقه‌ای است که در عقب یک سد قرار گرفته است. در پی جنگ‌های اخیر افغانستان سیزده رشته جوی در ناحیه پسابند ویران شده است. باشندگان این ولسوالی ۹۰٪ تاجیک و ۳٪ هزاره و ۲٪ پشتون هستند. در این منطقه کوه‌های بلند قرار دارد و هم چنین رودخانه دره خودی از این‌جا رد می‌شود.

## اقتصاد
این شهرستان به دلیل عدم دسترسی به خدمات بهداشتی، اجتماعی و زیربنایی، سطح تولید و کیفیت پایین کشاورزی و دامداری و عملکرد ضعیف دولت‌های محلی از اقتصاد ضعیف رنج می‌برد.
- کشاورزی: گندم، جو، جواری، پیاز، زردک و شلغم.
- صنایع دستی: قالین و قالین بافی، خیاطی و گلدوزی.